# Scott Sharp

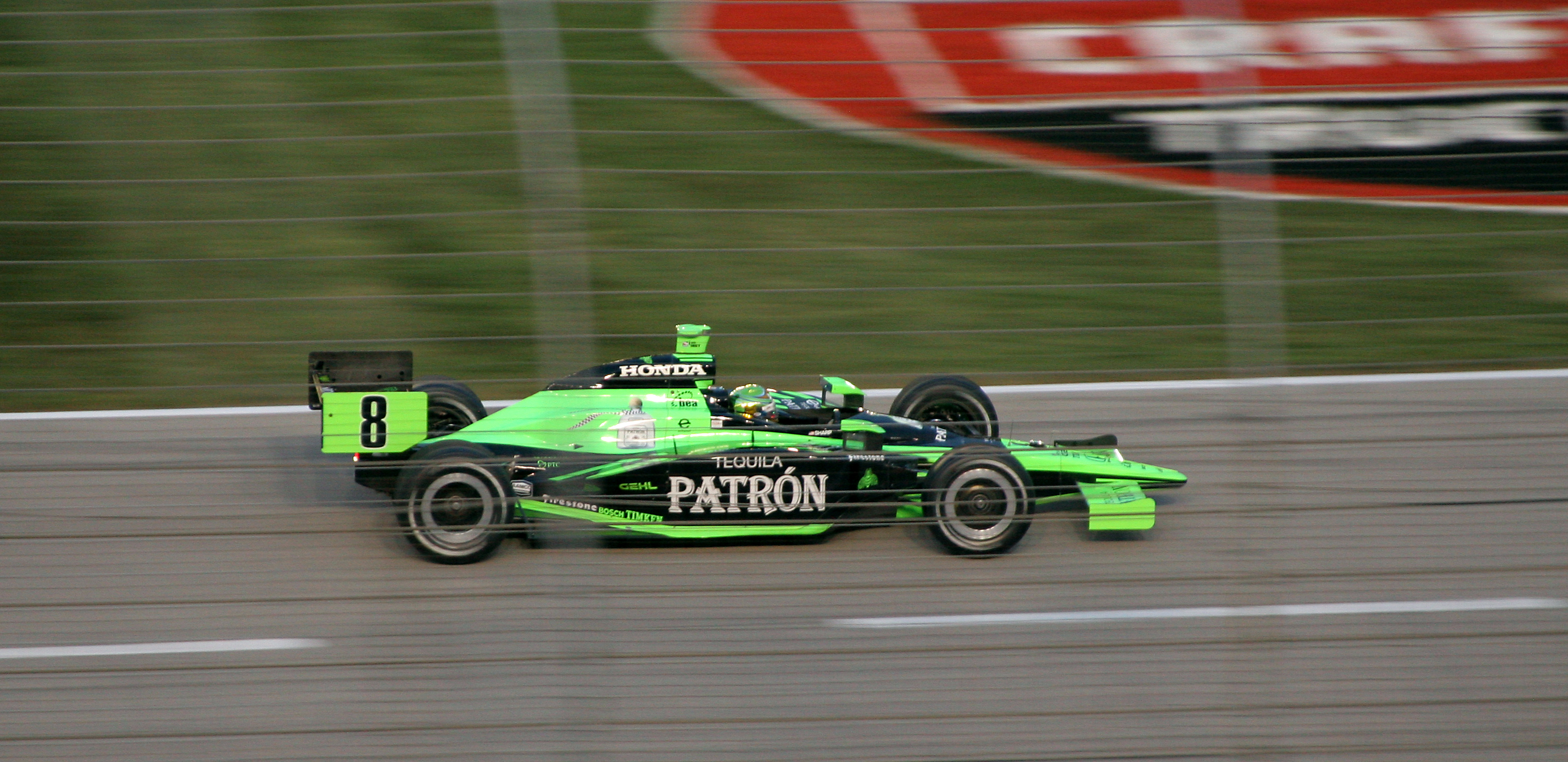
Scott Sharp en IndyCar en 2007.

Scott Sharp, né le 14 février 1968 à Norwalk (Connecticut), est un pilote automobile américain. C'est le fils du sextuple vainqueur du championnat Sports Car Club of America, Bob Sharp.
En 2009, il crée sa propre écurie Extreme Speed Motorsports pour participer aux American Le Mans Series dans la catégorie GT2. Dans ce projet, il reste accompagné par Patrón son sponsor traditionnel car Ed Brown, CEO de l'entreprise est lui-même un des pilotes de l'écurie.

## Carrière
- 1986 : SSCA
- 1987 : SSCA
- 1988 : SSCA
- 1989 : SSCA
- 1990 : SSCA
- 1991 : SSCA Trans-Am Series, Champion
- 1992 : NASCAR
- 1993 : SSCA Trans-Am Series, Champion
- 1994 : CART
- 1995 : CART
- 1996 : Indy Racing League, co-champion
- 1997 : Indy Racing League, 22e (1 victoire)
- 1998 : Indy Racing League, 4e (2 victoires)
- 1999 : Indy Racing League, 8e (1 victoire)
- 2000 : Indy Racing League, 7e (1 victoire)
- 2001 : Indy Racing League, 3e (1 victoire)
- 2002 : Indy Racing League, 6e (1 victoire)
- 2003 : IndyCar Series, 8e (1 victoire)
- 2004 : IndyCar Series, 13e
- 2005 : IndyCar Series, 5e (1 victoire)
- 2006 : IndyCar Series, 12e
- 2007 : IndyCar Series, 8e
- 2008 : American Le Mans Series, LMP2 3e
- 2009 : American Le Mans Series, LMP1 champion
- 2010 : American Le Mans Series, GT2 10e

## Palmarès
- Champion de Trans-Am Series en 1991 et 1993
- 1996 : Co-champion d'Indy Racing League
- 1996 : Vainqueur des 24 Heures de Daytona
- 2009 : Champion d'American Le Mans Series
- 10 victoires en IndyCar Series
- Vainqueur des 24 Heures de Daytona en 2016
- Vainqueur des 12 Heures de Sebring en 2016